# Snow White and the Huntsman
Snow White and the Huntsman er en amerikansk dark fantasy actionfilm fra 2012. Filmen baseret på det tyske eventyr "Snehvide" af Brødrene Grimm. Filmen er instrueret af Rupert Sanders og har Kristen Stewart i hovedrollen som Snehvide.

## Handling
Da den onde dronning spørger spejl på væggen om, hvem der er smukkest i landet, og hun bryder sig ikke om svaret: Snehvide. Dronningen beordrer en jæger ud for at myrde Snehvide. Men jægeren, Eric, kan ikke få sig selv til at slå Snehvide ihjel. 

## Medvirkende
- Kristen Stewart som Snehvide[4][5]
  - Raffey Cassidy som ung Snehvide
- Charlize Theron som dronning Ravenna, Den Onde Dronning, Snehvides onde stedmor
  - Izzy Meikle-Small som ung Ravenna
- Chris Hemsworth som Eric, Huntsman
- Sam Claflin som William, søn af hertug Hammond
  - Xavier Atkins som ung William
- Lily Cole som Greta, en ung pige, der bliver venner med Snehvide
- Sam Spruell som Finn, Ravenna bror og håndhæver
  - Elliot Reeve  som ung Finn
- Vincent Regan som hertug Hammond, William far
- Noah Huntley som Kong Magnus, Snehvides far
- Liberty Ross som dronning Eleanor, Snehvides mor
- Christopher Obi som stemme for "spejlet på væggen"
- Rachael Stirling som Anna
- Hattie Gotobed som Lily
- Greg Hicks som Black Knight General
- Peter Ferdinando som Black Knight
- Anastasia Hille som Ravenna mor